# Patrick Chila
Patrick Chila (Ris-Orangis, 27 novembre 1969) è un tennistavolista francese.